# Good Hope (Georgia)
Good Hope es un pueblo ubicado en el condado de Walton en el estado estadounidense de Georgia. En el censo de 2000, su población era de 210.

## Demografía
En el 2000 la renta per cápita promedia del hogar era de $43,250, y el ingreso promedio para una familia era de $56,250. El ingreso per cápita para la localidad era de $20,957. Los hombres tenían un ingreso per cápita de $36,250 contra $25,313 para las mujeres.

## Geografía
Good Hope se encuentra ubicado en las coordenadas 33°47′13″N 83°36′35″O / 33.78694, -83.60972 (33.786925, -83.609638).
Según la Oficina del Censo, la localidad tiene un área total de 4,6 km² (1,8 mi²), de la cual 4,6 km² (1,8 mi²) es tierra y 0 km² (0 mi²) (0.00%) es agua.